# جو واشنطن
جو واشنطن (بالإنجليزية: Joe Washington)‏ هو لاعب كرة قدم أمريكية أمريكي، ولد في 24 سبتمبر 1953 في كروكيت في الولايات المتحدة.

## وصلات خارجية
- جو واشنطن على موقع مرجع كرة القدم المحترفة.كوم (الإنجليزية)